# Benedikt (namn)

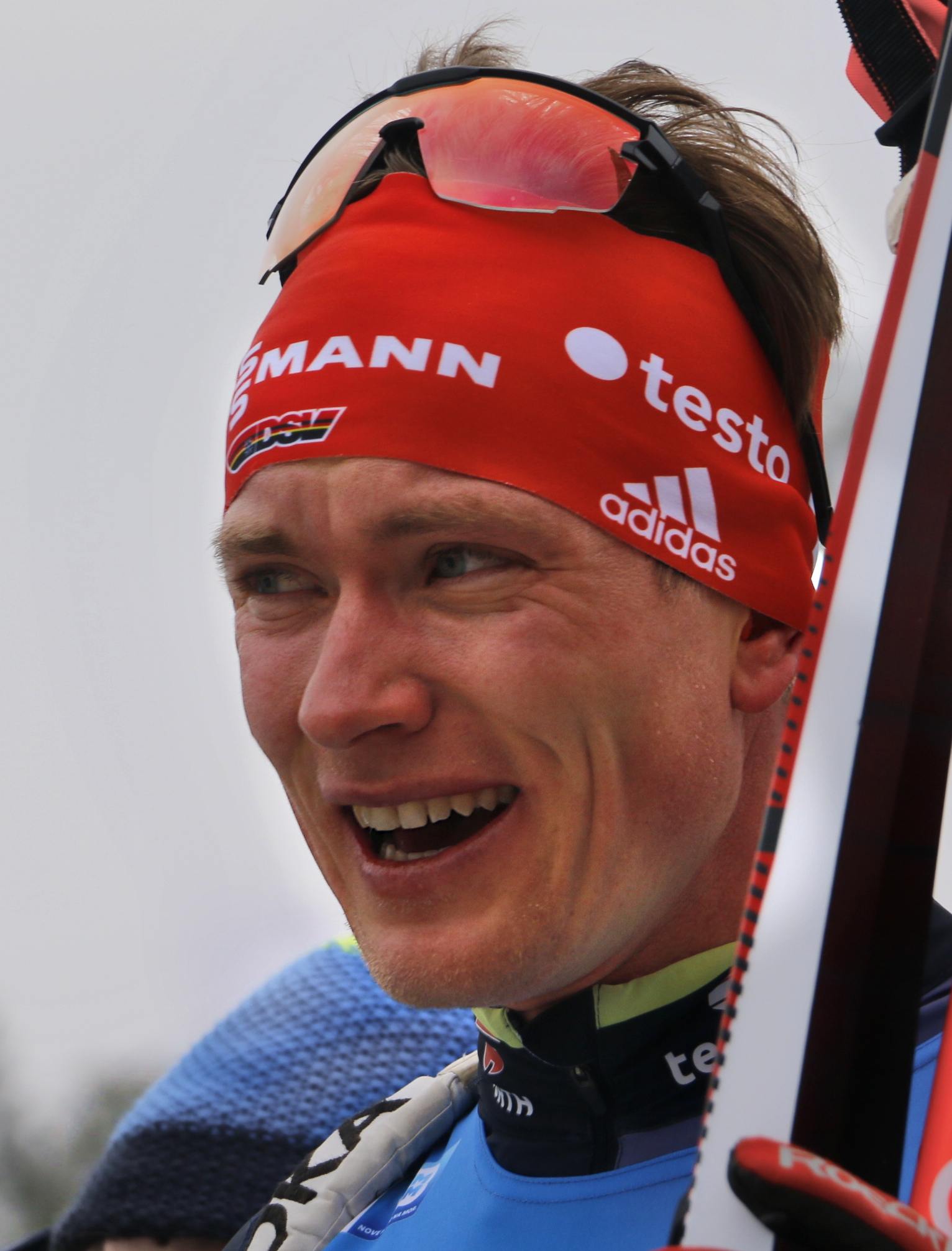
Benedikt Doll, 2023.

Benedikt är ett mansnamn med tyskt ursprung. I april 2025 fanns det 203 personer med namnet i Sverige.

## Personer med namnet
- Benedikt av Nursia (480–543), västerländska munkväsendets grundläggare
- Benedikt Doll (född 1990),  tysk skidskytt
- Benedikt Höwedes (född 1988), tysk fotbollsspelare